# Thomas Passarelli
Thomas Passarelli (* 11. Februar 1955 in Gambatesa, Italien) ist ein ehemaliger deutscher Ringer.

## Werdegang
Thomas Passarelli ist der Sohn eines italienischen Einwanderers. Er kam zu Beginn der 1960er Jahre nach Ludwigshafen am Rhein und begann dort mit dem Ringen. Er war der älteste von drei Brüdern Passarelli. Während Thomas, hochtalentiert wie seine zwei anderen Brüder Pasquale und Claudio, es „nur“ zum neunfachen deutschen Meister brachte, wurden Pasquale Olympiasieger und Claudio Weltmeister. Das Ringen erlernte Thomas bei dem Ludwigshafener Erfolgstrainer Walter Gehring. 1974 gewann er als Neunzehnjähriger seinen ersten deutschen Meistertitel im Federgewicht im griechisch-römischen Stil, dem Stil, den er ausschließlich rang.
Thomas Passarelli war bis 1990, zunächst für die KSG Ludwigshafen und dann für den VfK Schifferstadt aktiv, gewann neun deutsche Meistertitel und war auch mit dem VfK Schifferstadt deutscher Mannschaftsmeister.
Auf internationaler Ebene verzeichnete er als beste Ergebnisse den 6. Platz bei der Weltmeisterschaft 1975 in Minsk und zwei weitere 6. Plätze bei den Europameisterschaften 1978 in Oslo und 1979 in Bukarest. Thomas Passarelli war ein sehr temperamentvoller und risikofreudiger Ringer, der bei etwas mehr Zurückhaltung vielleicht noch bessere Ergebnisse erzielt hätte. In seiner Laufbahn wurde er auch immer wieder durch schwere Verletzungen zurückgeworfen.

## Erfolge

### Internationale Erfolge
(WM = Weltmeisterschaft, EM = Europameisterschaft, GR = griech.-röm. Stil, Fe = Federgewicht, damals bis 62 kg Körpergewicht)
- 1975, 5. Platz, Großer Preis von Deutschland in Aschaffenburg, GR, Fe, hinter Georgi Markow (Ringer), Bulgarien, Peter Grabinger, Bundesrepublik Deutschland, Lionel Lacaze, Frankreich u. Roland Jäger, BRD;
- 1975, 6. Platz, WM in Minsk, GR, Fe, mit einem Sieg über Dusko Vukow, Jugoslawien u. Niederlagen gegen László Réczi, Ungarn u. Kazimierz Lipień, Polen;
- 1976, 13. Platz, EM in Leningrad, GR, Fe, nach Niederlagen gegen Pekka Hjelt, Finnland u. Jaroslaw Meduna, CSSR;
- 1977, 9. Platz, EM in Bursa, GR, Fe, nach Niederlagen gegen Parvan Rangelow, Bulgarien u. Ion Păun, Rumänien;
- 1977, 7. Platz, WM in Göteborg, GR, Fe, mit Siegen über Reid Lamphere, USA, Domenico Giuffrida, Italien u. Jaroslaw Meduna und Niederlagen gegen Ion Păun u. László Réczi;
- 1978, 6. Platz, EM in Oslo, GR, Fe, mit Siegen über Pedersen, Dänemark u. Gonzalez, Spanien u. Niederlagen gegen István Tóth, Ungarn u. Ion Păun;
- 1978, 9. Platz, WM in Mexiko-Stadt, GR, Fe, mit Siegen über Abdurrahim Kuzu, USA u. Ion Păun u. Niederlagen gegen Kazimierz Lipień u. Stylianos Migiakis, Griechenland;
- 1979, 6. Platz, WM in Bukarest, GR, Fe, mit Siegen über Pierre Mercader, Frankreich u. Michel Vejsada, CSSR u. einer Niederlage gegen István Tóth;
- 1979, 12. Platz, WM in San Diego, GR, Fe, nach Niederlagen gegen Stefan Werisan, Rumänien u. Ivan Frgić, Jugoslawien;
- 1980, 10. Platz, EM in Prievidza, GR, Fe, nach Niederlagen gegen Ion Păun u. Nelson Dawidjan, UdSSR;
- 1981, 10. Platz, EM in Göteborg, GR, Fe, mit einem Sieg über Michel Vejsada u. Niederlagen gegen Günter Reichelt, DDR u. Hannu Övermark, Finnland

### Deutsche Meisterschaften
- 1974, 1. Platz, GR, Fe, vor Helmut Westphal (Aalen) und Werner Schauder (Reilingen)
- 1976, 1. Platz, GR, Fe, vor Helmut Westphal und Hans-Jürgen Veil (Schifferstadt)
- 1977, 1. Platz, GR, Fe, vor Peter Grabinger (Kelheim) und Horst Treml (Witten)
- 1978, 1. Platz, GR, Fe, vor Robert Geigl (Witten) und Peter Grabinger
- 1979, 1. Platz, GR, Fe, vor Peter Grabinger und Roland Jäger (Kahl)
- 1980, 1. Platz, GR, Fe, vor Bernd Gabriel (Schwalbach) und Heinfried Eichheimer (Viernheim)
- 1981, 1. Platz, GR, Fe, vor Czesław Stanjek (Schifferstadt) und Hans Huber (Ringer) (Witten)
- 1982, 1. Platz, GR, Fe, vor Dieter Schwind (Aschaffenburg) und Jan Maydak (Salzgitter)
- 1986, 1. Platz, GR, Fe, vor Hans Huber und Peter Huth (Wasserlos)